# Barbula williamsii
Barbula williamsii är en bladmossart som beskrevs av Iwatsuki och Benito C. Tan 1979. Barbula williamsii ingår i släktet neonmossor, och familjen Pottiaceae. Inga underarter finns listade i Catalogue of Life.